# Асикага Ёсинори
Асикага Ёсинори (яп. 足利 義教; 12 июля 1394 — 12 июля 1441) — 6-й сёгун сёгуната Муромати. Правил с 1429 по 1441 год. Третий сын Асикага Ёсимицу, 3-го сёгуна сёгуната Муромати. Младший брат Асикага Ёсимоти, 4-го сёгуна сёгуната Муромати. Единственный самурайский лидер в истории Японии, который был избран жребием. За свою диктаторскую манеру управления и воинственность прозван «лихим сёгуном». Убит собственными вассалами. После его смерти начался постепенный развал существующей политической системы, которая базировалась на авторитете сёгуна.

## Биография

### Из монахов в сёгуны

Эмблема мон рода Асикага.

Будущий сёгун родился 12 июля 1394 года (1 года оэй). Он был третьим ребёнком в семье, а потому не имел возможности стать преемником своего отца. Молодому Асикаге была уготована карьера монаха. В 10 лет его отдали в столичный храма Сёреньин, в котором он после пятилетнего обучения принял постриг и получил монашеское имя «Гиэн» (义円). В 1411 году, в возрасте 18 лет, он принял монашеские обеты и занял высшую в государственной буддистской иерархии должность «великого монаха» дайсодзё (大僧正). В 1419 году (28 год оэй) Гиэн был назначен на должность главы влиятельной в Японии буддистской секты Тэндай. Ему пророчили большое будущее на религиозном поприще.
Однако через два года гиэн оставил председательство в секте, планируя идти в политику. Это связано с кризисом в сёгунской семье. В 1425 году (32 год оэй) 5-й малолетний правитель сёгуната Муромати скоропостижно скончался. Его отец, экс-сёгун Асикага Ёсимоти также скончался за три года, не успев назначить наследника. Главная линия правителей сёгуната угасла. Чтобы избежать войн между претендентами за сёгуновский титул, канрэй Хатакэяма Мицуие вместе с высокопоставленными сёгуната решили выбрать преемника жеребьёвкой. Она проводилось в феврале 1428 года (1 года Сётё), в святилище Ивасимидзу Хатиман-гу, с участием четырёх кандидатов из боковых линий рода Асикага — младших братьев покойного Ёсимоти, среди которых был и Гиэн. Последний одержал победу и был признан присутствующими новым главой сёгуната Муромати.
В том же году Гиэн снял с себя постриг и получил новое имя «Ёсинобу». Ему спешно были присвоены высокие 5-й и 4-й ранги чиновничьей системы императорского двора и титул «левого председателя конюшен» саманоками (左马头). В 1429 году (1 год Эйкё), 35-летний Асикага прошёл церемонию совершеннолетия и изменил имя «Ёсинобу» на «Ёсинори». После церемонии он получил долгожданную должность монаршего советника и титул «Великого сёгуна — завоевателя варваров», то есть титул правителя сёгуната Муромати. Тогда же Ёсинори был дарован 3-й ранг и титул «правого генерала гвардии» (右 近卫 大将, Саю Коноэ Тайсе). В 1430 году он занял высший, 1-й ранг в чиновничьей иерархической системе, а в 1432 году получил титул «левого министра» садайдзин (左大臣), став «слугой номер один» при императорском дворе. В тот же 1432 года Ёсинори был признан «лидером рода Минамото» (源氏长), то есть главой всех самураев Японии.

### Первые шаги

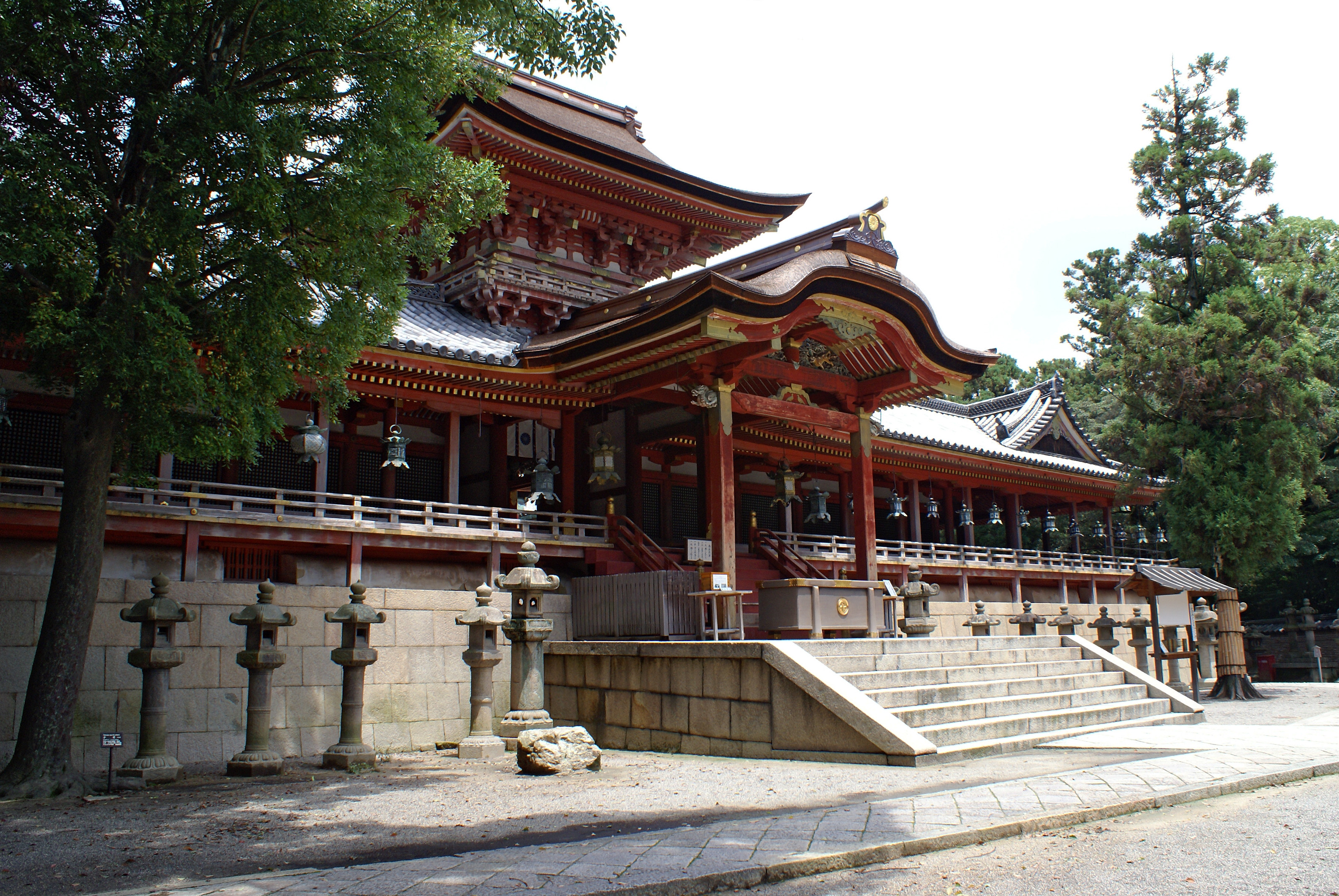
Святилище Ивасимидзу Хатиман-гу, в котором проводилась жеребьевка на должность сёгуна.

Придя к власти, Ёсинори сразу показал своему окружению, что собирается возродить централизованный сёгунат времен своего отца и установить жесткую диктатуру сёгуна. Для этого он прежде всего ограничил в правах сёгунских советников (канрэй), которые до этого времени фактически единолично управляли самурайским правительством и страной. Уже в 1428 году Ёсинори возобновил практику сбора совещаний вассалов и увеличил количество совещательных институтов, уменьшив таким образом влияние канрэев на принятие политических решений и усилив свои позиции как реального лидера правительства. Следующего года (1 года Эйкё) он подчинил себе судебных надзирателей, которые находились в ведомстве канрэев, лишив последних судебных рычагов власти.
Ёсинори приложил также усилия к политической, а порой и физической ликвидации представителей «Южной линии» (大覚寺统) императорского дома, которые ещё при Асикага Такаудзи были враждебно настроены к сёгунату. В 1428 сёгун способствовал восхождению на монарший трон представителя «Северной линии» (持明院统), императора Го-Ханадзоно, и закрепил за его потомками право наследовать императорский титул. Таким образом, Ёсинори обезоружил мощную оппозицию сёгуната при дворе и заставил повиноваться своей воле столичных аристократов.
Планируя наладить финансовое состояние своего правительства, новый сёгун способствовал восстановлению вассальных отношений с Китаем и торговли с ним, которая была прервана в правление брата в 1411 году.

### ПокорениеКюсю
Ради возрождения былого величия сёгуната Ёсинори должен восстановить целостность страны. На время избрания его сёгуном в регионах Канто и Кюсю образовались независимые правительства, которые отказывались признавать его власть. Для реализации своего замысла Ёсинори взялся за реформирование войск и создал личную гвардию так называемых «служащих» Хоко-сю (奉公众). В 1430 году, под предлогом того, что кантоский лидер Асикага Мотиудзи ослушался его приказа изменить использования старого девиза правления с Сётё на Эйкё и самовольно назначал в Камакура настоятелей дзенских храмов, сёгун решил осуществить карательный поход против него. Однако военные отказали Ёсинори от этого плана, убедив в необходимости организовать экспедицию на остров Кюсю. По приказу сёгуна её возглавил обладатель западных регионов страны — Оути Морими (1377—1431).
Правительственные войска в течение года вели тяжёлые бои на Кюсю против родов Сён и Отомо. Во время одной из битв командующий сёгунской экспедиции погиб. Его сын Оути Мотийо (1394—1441) вместе с силами рода Ямана смог разбить вражеские армии в 1433 году и покорить остров на конец 1430-х годов. За эти заслуги Ёсинори назначил Оути на должность «инспектора Кюсю» (九州 探 题).

### Конфликт сЭнрякудзи

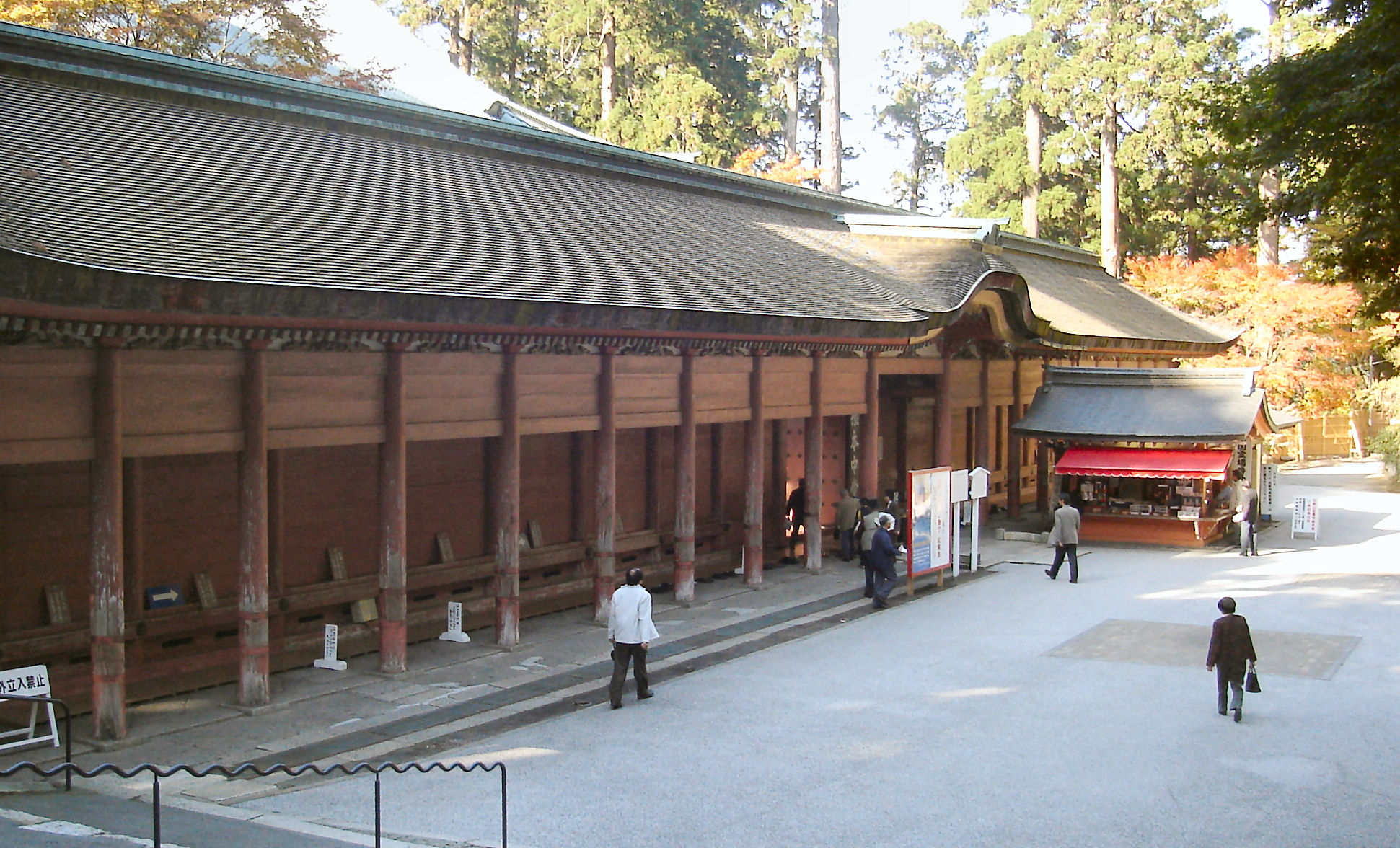
Реставрированный зал компо-тюдо монастыря Энряку, который был сожжён войсками Асикаги Ёсинори.

Кроме укрощения сепаратистов, Ёсинори наводил порядок в религиозных делах. В молодости он был председателем секты Тэндай, которая на протяжении нескольких сот лет вмешивалась в политику центрального правительства Японии. Сёгун понимал, насколько опасным для его нынешней власти может быть эта мощная и независимая буддистская община. Чтобы поставить монахов под свой контроль, он назначил своего младшего брата Гисё (义承) новым председателем секты Тэндай и расставил своих знакомых монахов настоятелями многих столичных храмов. Однако в 1433 году (5 году Эйкё) в цитадели секты — монастыре Энрякудзи — действия сёгуна расценили как посягательство на «исконные права защитников Закона Будды» и отправили армию монахов-воинов сохэй устраивать беспорядок в столице в знак протеста. Разгневанный Ёсинори немедленно атаковал монастырь и заставил мятежных монахов капитулировать. Однако в следующем году он узнал, что монахи Энрякудзи снова вынашивают антиправительственные планы и проклинают его в своих службах по заказу оппозиционного правителя региона Канто, Асикаги Мотиудзи.
Терпение Ёсинори лопнуло и в 1435 году, лично возглавив большое войско, он вторично штурмовал непокорный монастырь. Знатные монахи были поголовно вырезаны, а простых монахов заставили сжигать себя самих живьём. Центральное здание монастыря, зал компо-тюдо, который имела 600-летнюю историю, была обращена в пепел. По приказу сёгуна рассказывать о сожжении и убийства в Энрякудзи строго запрещалось — каждому, кто распространял слухи грозила смертная казнь.
Хотя говорить об укрощении секты Тэндай и её главного оплота не разрешалось, молва о действиях Ёсинори быстро разошлась по стране и вынудил другие непокорные секты и монастыри, в частности Кофукудзи, признать свою зависимость от сёгуната. Благодаря этому буддистские общины временно прекратили вмешиваться в политику центрального правительства.

### Война годовЭйкё
Между тем правитель региона Канто, Асикага Мотиудзи, продолжал политику непризнания действующего сёгуна, поскольку сам планировал возглавить сёгунат после смерти бездетного Ёсимоти. Кантоский лидер имел все шансы стать новым главой страны, поскольку он был потомком Асикага Такаудзи, основателя сёгуната, и, в отличие от Ёсинори, не принимал монашеский постриг. Однако столичные влиятельные круги помогли именно Ёсинори занять руководящую должность, что стало причиной фактического независимости подведомственных Мотиудзи территорий на востоке Японии. Последний в разных формах проявлял свой протест центральной власти сёгуна. В 1429 году Мотоудзи отказался использовать новый девиз правления Эйкё, а в 1434 подговорил монахов Энрякудзи проклинать действующую власть. В 1438 году (10 году Эйкё) он без разрешения Ёсинори провёл церемонию совершеннолетия для своего старшего сына, презрев правом сёгуна предоставлять всем людям подчинённых обладателей один иероглиф от своего имени. Этот поступок кантоского правителя расценили в столице как откровенно враждебный. Отныне Ёсинори лишь ждал удобного момента, чтобы уничтожить непокорного родственника.
Повод вскоре появился. Советник Мотиудзи, кантоский Канре Уэсуги Норидзане, который часто упрекал сюзерена за раскол единого дома Асикага, узнал, что тот собирается убить его и был вынужден бежать из резиденции Мотиудзи в Камакура к своим владениям в провинции кодзука. В ответ правитель региона Канто организовал карательный поход против непокорного слуги. Объявлением войны воспользовался сёгун Ёсинари, заключивший союз с Уэсуги и рядом кантоских обладателей против Мотиудзи, смог провозгласить последнего «врагом императорской династии» и двинулся в 1439 году (11 году Эйкё) с войском на Камакура. Армии Мотиудзи потерпели сокрушительное поражение, а их главнокомандующий, после душещипательных уговоров спасти ему жизнь, был вынужден совершить сэппуку. Почти все его родственники были казнены. Род правителей региона Канто перестал существовать. Ёсинори попытался посадить новым лидером Канто своего сына, но встретил сопротивление Уэсуги и местной знати, и похоронил этот замысел.

### ПокорениеКанто. Диктатура
Хотя сёгун и захватил Камакура, остатки войск противника во главе с двумя уцелевшим сыновьями Асикага Мотиудзи нашли поддержку у обладателя провинции Симоса, Юки Удзитомо . В 1440 году они подняли восстание против сёгуната. На подавление бунта центральное правительство бросил войска во главе с Уэсуги Норидзане, которые за год штурмов и осад получили все замки врага. На 1441 год (1 год Какицу) регион Канто был полностью покорен. Сыновей покойного Мотиудзи казнили по пути в Киото.
Того же года Ёсинори выступил с армией в провинцию Ямато против семьи Китабатаке, которая продолжала поддерживать оппозиционную режиму «южную императорскую династию». Сёгун захватил все дворцы и крепости противника, а протестующих и инакомыслящих или вырезал, или сослал в монастыри.
Кроме этого, Ёсинори активно вмешивался в дела наследия и вопросы наследников влиятельных провинциальных властителей, всячески ограничивая их власть. Сёгун полагался и обогащал только своих вассалов в Западной Японии — роды Оути и Акамацу. Всех подчиненных, менее противились его воле или смели сделать ему замечание, он казнил немедленно, несмотря на родственные связи, титулы и ранги.
Таким образом, завоевав Кюсю и Канто и поставив под свой жесткий контроль буддистские общины и провинциальную знать, Ёсинори совершил свой первоначальный замысел — установил единоличную диктатуру сёгуна. Времена его правления были исполнены социальных и политических катаклизмов, поэтому почти все слои японского общества предпочитали видеть во главе государства сильного и волевого лидера, который мог решить наболевшие проблемы. Единоличный режим Ёсинори по форме был реализацией этих желаний. Однако с другой стороны, резкий и параноидальный характер сёгуна до смерти пугал его подчиненных, а из-за проводимых репрессий период его правления воспринимался, как время «тотального ужаса». За свой резкий стиль Ёсинори заслужил славу «дурного сёгуна». Едва ли не единственным достойным поступком Ёсинори, получившим одобрительные отзывы современников, было издание в 1439 году стихотворной антологии «Новое продолжение сборника новых и старых песен» («新続古今和歌集»).

### Гибель

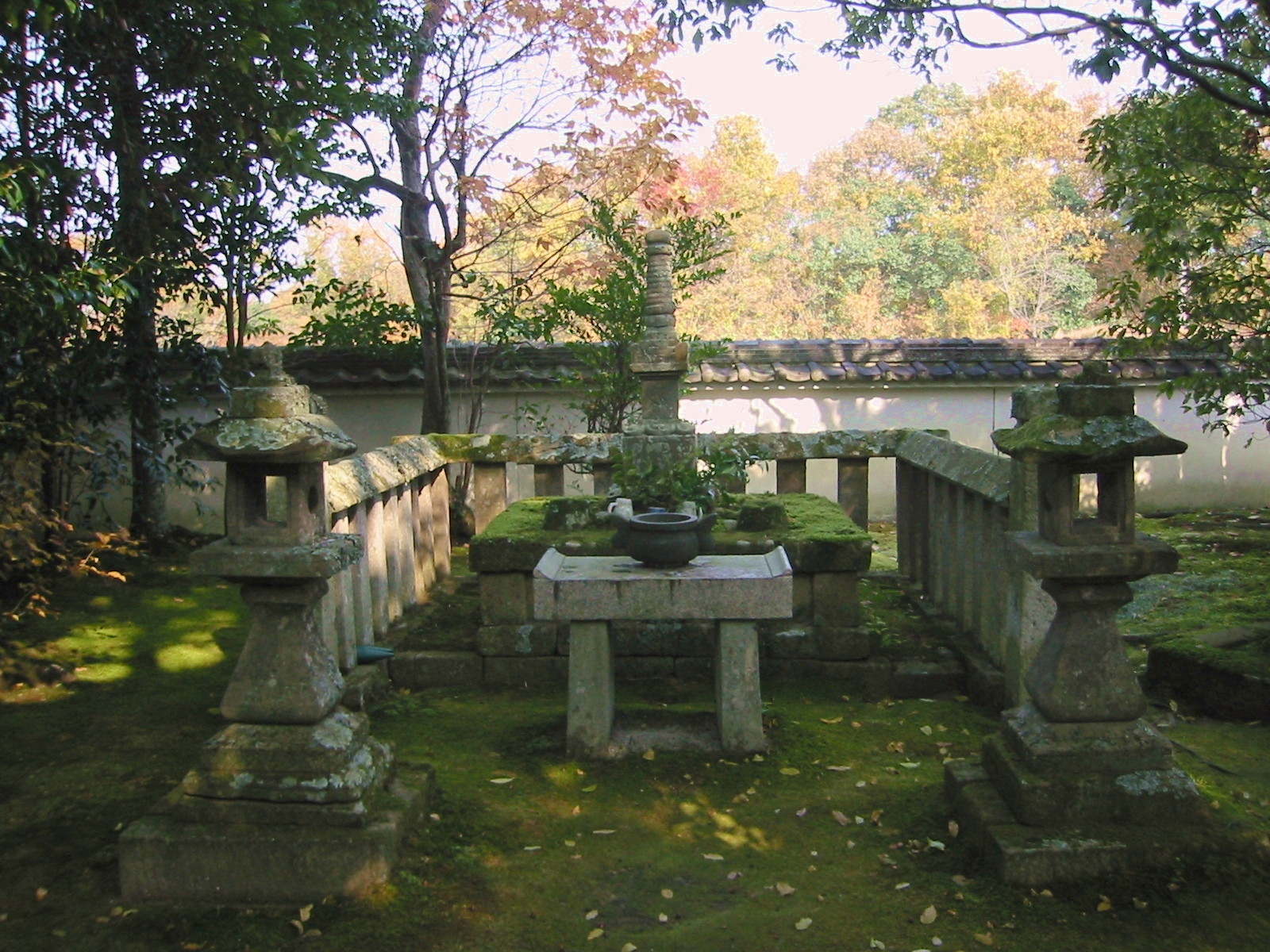
«Погребение головы» Ёсинори в храме Анкокудзи (префектура Хего) — место, где по преданию Акамацу закопали отрубленную голову сюзерена.

В начале 1441 года Ёсинори вмешался в дела рода Хатакэяма и сместил его главу, заменив Хатакеяму Мотикуни его неопытным сыном Мотинагой. Действия сёгуна вызвали скрытое возмущение даже среди его ближайшего окружения, которое решило свергнуть диктатора. Акамацу Мицусуке и его сын Нориясу начали готовить мятеж. 12 июля 1441 года (1 года Какицу) они пригласили сёгуна в свою столичную усадьбу по случаю празднования победы в войне против рода Юки. Поскольку Акамацу издавна были в хороших отношениях с Ёсинори, тот, ничего не подозревая, направился с небольшим свитой к их резиденции. В разгар торжественного банкета хозяева усадьбы напали на сёгуна и отсекли ему голову.
Потеряв лидера, сёгунат оказался в хаосе. Акамацу Мицусуке и его сын смогли бежать из Киото к своим владениям в провинции Харима. Лишь через месяц правительственные войска во главе с Хосокава Мотицуне
и Ямана Содзеном смогли добраться до убийц и уничтожить главную линию рода Акамацу. Эти события получили название «войны года Какицу» (嘉吉 の 乱).
В результате этого мятежа авторитет сёгуна потерпел сильный удар. Вся деятельность Ёсинори по восстановлению мощного сёгуната была пущена на ветер. Его преемники были не в состоянии контролировать и управлять подчинёнными властителями.